# Le Bal de fin d'année (téléfilm)
Cet article concerne le téléfilm de Ernest R. Dickerson. Pour l'épisode de Buffy contre les vampires, voir Le Bal de fin d'année.
Le Bal de fin d'année (For One Night) est un téléfilm américain réalisé par Ernest R. Dickerson, diffusé le 6 février 2006 sur Lifetime.
Il est basé sur l'histoire vraie de Gerica McCrary, qui a fait les gros titres des journaux en 2002 en obtenant du lycée Taylor County à Butler, en Géorgie (États-Unis), d'intégrer le bal de fin d'année après 31 années de séparation entre blancs et afro-Américain.
Ce film est le premier rôle dramatique de la carrière de Raven-Symoné, plus connue pour son rôle dans la série de Disney Channel Phénomène Raven.

## Synopsis
Dans une petite ville de Louisiane, Brianna McCallister (Raven-Symoné) souffre des nombreuses injustices dont elle est victime en tant qu'Afro-Américaine. C'est le cas dans son école, qui pratique encore la ségrégation raciale. La jeune fille veut pourtant affronter les préjugés locaux et propose d'organiser un seul bal de fin d'année, accessible à tous. Jeune journaliste, Desirée Howard (Aisha Tyler) s’intéresse au cas de Brianna, qu'elle décide de relater dans un quotidien local.

## Fiche technique
- Titre original : For One Night
- Titre français : Le Bal de fin d'année
- Réalisation : Ernest R. Dickerson
- Scénario : Dee Harris-Lawrence
- Production : Richard Fischoff et Christopher Morgan
- Société de production : VZS Productions
- Pays d'origine :  États-Unis
- Langue originale : anglais
- Genre : drame
- Durée : 89 minutes

## Distribution
- Raven-Symoné (VF : Barbara Tissier) : Brianna McCallister
- Aisha Tyler (VF : Odile Schmitt) : Desirée Howard
- Jason Lewis (VF : Axel Kiener) : Mark Manning
- Sam Jones III (VF : Alexis Tomassian) : Brandon Williams
- Gary Grubbs : M. Thornton
- William Ragsdale : Earl Randall
- Harold Sylvester : M. Howard, le père de Desirée
- Donna DuPlantier : Aunt Marlene
- Joan Pringle : Mrs. Edna Howard
- Rhoda Griffis : Ginny Stephens
- Daina Gozan : Sela Moody
- Mills Allison : Ely Hardy
- Caroline Jahna : Carla Thornton
- James Aaron : Myron Dawson
- Louis Herthum : Sheriff Taylor
- Katie Seeley : Kelly Reynolds
- Azure Dawn (en) : Lily Dubois
- Adam Powell : Paul Beaudine

## Autour du film
Le tournage s'est déroulé durant l'été 2005 en Louisiane, juste avant le passage de l'ouragan Katrina.